# Associazione Sportiva L'Aquila 1968-1969
Questa pagina raccoglie le informazioni riguardanti l'Associazione Sportiva L'Aquila nelle competizioni ufficiali della stagione  1968-1969.

## Rosa
| N. |                   | Ruolo | Calciatore          |
| -- | ----------------- | ----- | ------------------- |
|    | Italia (bandiera) | C     | Paolo Agnoletto     |
|    | Italia (bandiera) | C     | Guido Attardi       |
|    | Italia (bandiera) | C     | Luciano Baccante    |
|    | Italia (bandiera) | D     | Giorgio Bettini     |
|    | Italia (bandiera) |       | Bortolan            |
|    | Italia (bandiera) | A     | Angelo Busetta      |
|    | Italia (bandiera) | C     | Giancarlo De Falco  |
|    | Italia (bandiera) | A     | Giancarlo Dolcetto  |
|    | Italia (bandiera) |       | Ferrone             |
|    | Italia (bandiera) | C     | Bernardino Fracassi |
|    | Italia (bandiera) |       | Franceschetti       |
|    | Italia (bandiera) |       | Fulginei            |

| N. |                   | Ruolo | Calciatore         |
| -- | ----------------- | ----- | ------------------ |
|    | Italia (bandiera) | C     | Ezio Gaddi         |
|    | Italia (bandiera) | P     | Giancarlo Giglioli |
|    | Italia (bandiera) | C     | Steno Gola         |
|    | Italia (bandiera) | D     | Adriano Grigoletti |
|    | Italia (bandiera) |       | Imprescia          |
|    | Italia (bandiera) | P     | Sergio Petrilli    |
|    | Italia (bandiera) | A     | Giuseppe Regalia   |
|    | Italia (bandiera) | A     | Francesco Scarano  |
|    | Italia (bandiera) | A     | Luciano Sparacca   |
|    | Italia (bandiera) | C     | Claudio Tobia      |
|    | Italia (bandiera) | C     | Antonio Tomassoni  |